# Dorothy Wilde
Dorothy Ierne Wilde, més coneguda com a Dolly Wilde, (11 de juliol de 1895 – 10 d'abril de 1941) fou una integrant de la classe alta anglesa, cèlebre per les seves relacions familiars i amb la reputació de ser una conversadora brillant. El seu encant i el seu sentit de l'humor la convertiren en una presència popular als salons del París d'entreguerres i aconseguí de destacar fins i tot en un cercle social en què abundaven els conversadors excel·lents.

## Vida
Wilde, nascuda tres mesos després que el seu oncle Oscar Wilde fos arrestat per conducta homosexual, fou la filla única de Willie, el germà gran d'Oscar. El pare morí uns quants anys després i foren la mare i el padrastre, el traductor Alexander Teixeira de Mattos, els qui la pujaren.
El 1914 va anar a França per tal de fer de conductora d'ambulàncies durant la Primera Guerra Mundial. Entre el 1917 i el 1918, mentre totes dues vivien a París, tingué una relació amb una companya conductora d'ambulàncies, l'hereva de l'empresa petroliera Standard Oil, Marion "Joe" Carstairs, que durant la dècada dels 1920 esdevingué pilot de llanxes motores i es guanyà el sobrenom de "la dama més ràpida de l'aigua". Tot i que atreia tant els homes com les dones, Wilde era coneguda fonamentalment per les seves relacions lèsbiques.
Dolly era alcohòlica i addicta a l'heroïna. Intentà diverses vegades de desintoxicar-se sense aconseguir-ho; de fet, contragué una addicció al paraldehid, un somnífer que en aquell temps es dispensava sense recepta, en una clínica de rehabilitació.
El 1939 se li diagnosticà un càncer de mama, però rebutjà la cirurgia i s'estimà més de cercar tractaments alternatius. L'any següent tornà cap a Anglaterra a conseqüència de la invasió alemanya. Morí l'any 1941 a l'edat de 45 anys per causes que l'autòpsia no pogué determinar amb seguretat—el càncer que patia o una sobredosi.
La relació més llarga de Wilde —de 1927 fins a la seva mort— fou amb l'escriptora nord-americana Natalie Clifford Barney, lesbiana reconeguda, i amfitriona d'un dels salons literaris de París més importants del segle xx.

## Obra
Dolly Wilde era considerada com una narradora i una escriptora de talent, però mai no en va treure profit d'aquestes qualitats. Vivia de la generositat dels altres i de l'herència migrada del seu padrastre; la seva obra es redueix a traduccions —sovint anònimes i no retribuïdes— i a la correspondència animada amb les amistats.